# Ronco Scrivia

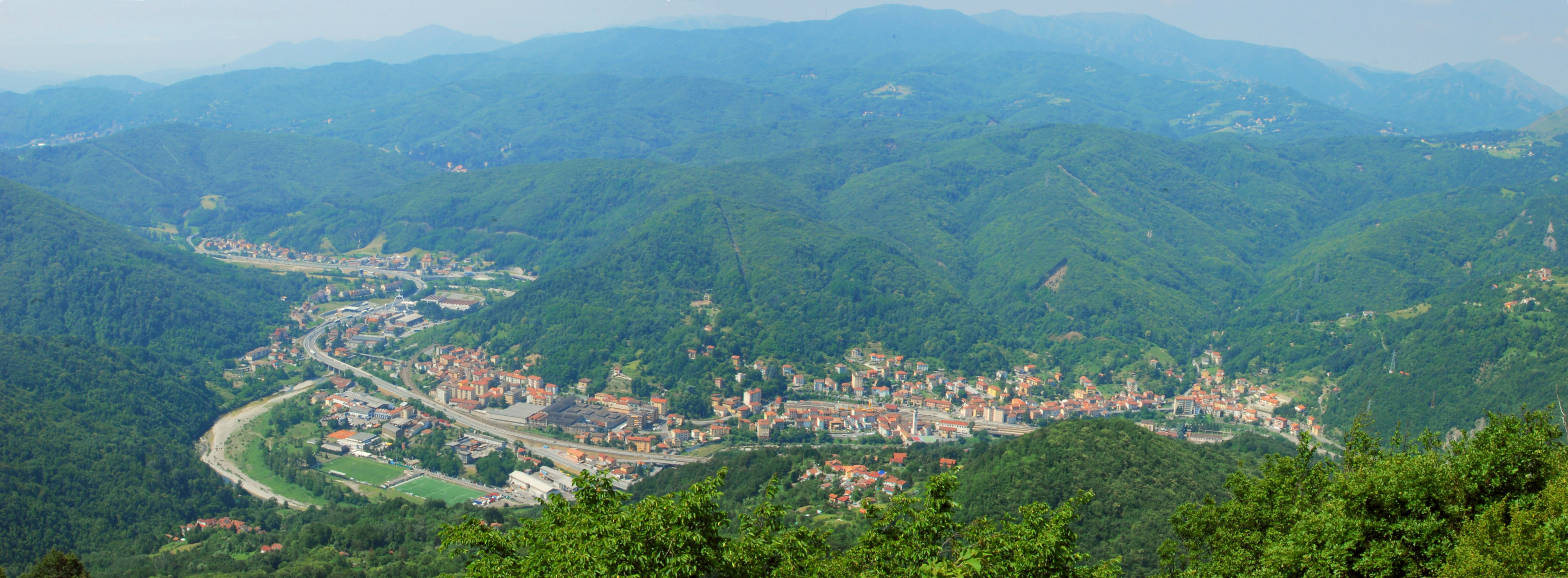
Vista panorámica de Ronco Scrivia.

Ronco Scrivia es una localidad y comune italiana de la provincia de Génova, región de Liguria, con 4.543 habitantes.

## Evolución demográfica
| Gráfica de evolución demográfica de Ronco Scrivia entre 1861 y 2001 |
|                                                                     |
| Fuente ISTAT - elaboración gráfica de Wikipedia                     |